# Neuborna
Neuborna ist ein Ortsteil der Kreisstadt Bernburg (Saale) im Salzlandkreis (Sachsen-Anhalt) mit rund 2000 Einwohnern.

## Lage
Neuborna ist im Südwesten von Bernburg am östlichen Ufer der Saale gelegen. 

## Geschichte
Neuborna wurde 1932, unter Beteiligung der Solvaystiftung, für die Belegschaft des nahe gelegenen Schachtes Gröna, dem heutigen ESCO-Steinsalzwerk, erbaut. Der alte Kern der Siedlung besteht aus Zweifamilienhäusern, wobei jede Familie eine Doppelhaushälfte mit eigenem (Garten-)Grundstück bewohnt. Hinzu kamen im Laufe der Zeit weitere Häuser, die zum Teil ebenfalls als Doppelhaushälften, zum Teil aber auch als freistehende Einfamilienhäuser ausgeführt wurden. Nach der deutschen Wiedervereinigung entstanden auf der der Bernburger Innenstadt zugewandten Seite zahlreiche weitere Einfamilienhäuser in neu angelegten Straßenzügen auf ehemals landwirtschaftlich genutzten Flächen sowie auf dem Gelände der „Alten Ziegelei“, die Ende der 1990er Jahre abgerissen wurde. Weitere Häuser entstanden auf bisher unbebauten Grundstücken und an Stelle der nach der Wende geschlossenen und später abgerissenen Kaufhalle am Neubornaer Platz gegenüber der alten Grundschule.

## Sehenswürdigkeiten und Naherholung
In Neuborna gibt es das Erlebnisbad „Saaleperle“ mit mehreren Wasserrutschen und sonstigen Attraktionen.
Der asphaltierte Saale-Radweg verläuft stromabwärts ab Gröna auf beiden Seiten der Saale an Neuborna vorbei. Unterhalb von Neuborna befindet sich am Saale-Ufer der „Wassersportverein Empor Bernburg e.V.“ mit Anlegemöglichkeiten für Sportboote. Ebenfalls dort zu finden ist der Campingplatz und das Ausflugslokal „Zur Schifferklause“. Das alles liegt im Naturpark Unteres Saaletal mit seinen Flussauen.
Koordinaten: 51° 47′ N, 11° 43′ O